# Надскупчення Волосся Вероніки
Надскупчення Волосся Вероніки (SCl 117) — надскупчення галактик у сузір'ї Волосся Вероніки. Надскупчення перебуває на відстані 300 млн світлових років від Землі в центрі Великої стіни CfA2. Має близьку до сферичної форму, досягає в діаметрі 20 млн світлових років і містить понад 3000 галактик. Головними в надскупченні є скупчення Волосся Вероніки (Abell 1656) і скупчення Лева (Abell 1367).
Надскупчення Волосся Вероніки є найближчим до надскупчення Діви масивним скупченням галактик[відсутнє в джерелі]. Це одне з перших виявлених надскупчень[джерело?] допомогло астрономам зрозуміти великомасштабну структуру Всесвіту[джерело?].